# Відносини Демократичної Республіки Конго та Іспанії
Відносини Демократичної Республіки Конго та Іспанії — двосторонні та дипломатичні відносини між цими двома країнами. Демократична Республіка Конго (колишній Заїр) має посольство в Мадриді. Іспанія має посольство в Кіншасі.

## Дипломатичні відносини
Відносини між Іспанією та ДРК традиційно хороші, і за останні роки поглиблюється кілька нових напрямків відповідно до прогресу у стабілізації та умиротворення РД Конго та збільшення присутності наших компаній на африканському континенті.

## Економічні відносини
9 листопада 2011 року було підписано дві угоди про двосторонні переговори (попередній крок для подальшого прощення) боргу з ICO та CESCE в результаті домовленості, досягнутої в лютому 2010 року в Паризькому клубі. Запас рефінансованого боргу становить 14,72 млн. доларів, з яких 7,57 млн. доларів відповідає кредитам FAD ICO, а 7,15 доларів — CESCE.
Наприкінці 2014 року розпочались процедури трансформації цього боргу у проекти співпраці. Присутність іспанських компаній у ДРК збільшується внаслідок розширення іспанського експорту та пошуку нових можливостей. За винятком Elecnor, решта іспанських компаній в ДРК все ще є малими або середніми, але їм це вдається, беручи участь у міжнародних змаганнях, а в деяких лише національних випадках (наділення в аеропорту Кісангані чи виготовлення монет для Національного банку ДРК). Сума контрактів, виграних на конкурсах у ДРК, у 2014 році становила близько двохсот мільйонів євро, висвітлюючи контракти, отримані ELECNOR та AEE, як в секторі оновлення електричної інфраструктури.
Що стосується імпорту та експорту, поточні дані вказують на чітке збільшення експорту, який збільшився з 20 млн. У 2011 р. Та 12 до 32 у 2013 р. Та 29 у перших трьох кварталах 2014 року, тож це, безумовно, цифра за попередній рік буде перевищено.
Те саме не відбувається з імпортом, який є більш нерегулярним, оскільки він залежить від закупівлі сирої нафти, тоді як у 2013 році вони досягли 118 мільйонів, за перші три квартали 2014 року вони впали лише до 16 мільйонів євро. Основна імпортна продукція — паливо, мінеральні та мідні олії; решта іспанського імпорту ДРК зберігається у таких продуктах, як деревина, какао, олійні культури тощо.
Іспанський експорт зазнав певних змін не лише за кількістю, але і за своїм змістом. Дійсно, експортуючи паливно-мастильні матеріали, ми експортуємо вироби із заліза та сталі як перший товар, а різні харчові препарати — на друге. Лише по-третє, паливо експортується. Побутова техніка та електрообладнання посідають четверте місце, а потім парфумерія, м’ясні або рибні консерви, керамічні вироби тощо.
Немає цифр та інформації, що цікавлять торгівлю послугами. Туризм з іншими країнами регіону як з точки зору походження, так і призначення не є суттєвим, оскільки це незначна діяльність.

## Співпраця
ДРК займає передостаннє місце в Індексі людського розвитку. Тендітна держава з високими показниками бідності, які впливають на всю країну, та воєнною ситуацією у значній частині східних провінцій. Іспанське співробітництво, яке діяло з початку 2000-х років і з Бюро технічного співробітництва, відкритим у 2010 році, розпочинає процес виходу з 2012 року внаслідок переосмислення зовнішньої присутності Іспанського співробітництва та скасовується в квітні 2013 року, як наслідок новий Генеральний план співробітництва, за яким ДРК втрачає статус пріоритетної країни.
До 2012 року обсяг ОПР з ДРК ставив Іспанію до числа 10 найкращих донорів. Однак Іспанія продовжує підтримувати важливу присутність у гуманітарній галузі — секторі, на який AECID виділяє близько 5 мільйонів євро (4 940 110) через внески до Спільного гуманітарного фонду, на гуманітарні координаційні заходи, що проводяться УКГВ, та різні проекти з надання допомоги жертвам. збройних конфліктів та епідемій, які виконували ЮНІСЕФ, "Лікарі без кордонів" та "Карітас".
Децентралізоване співробітництво пройшло еволюцію, частково подібну до розвитку AECID, зменшивши обсяг фінансових ресурсів. Автономне співтовариство Андалусія (освіта) та Країна Басків та Наварра (охорона здоров’я та освіта) підтримують певну присутність. Те ж саме не відбувається в галузі культурного співробітництва, де протягом 2014 року, незважаючи на невеликий бюджет, було проведено в цілому сорок культурних заходів, включаючи ті, присвячені премії Принца Астурійського за Ла-Конкордію Кадді Аджуба , фотограф Ізабель Муньос, конференція з іспанської музики чи театру та довга та ін.